# Колодкин, Алексей Емельянович
Алексей Емельянович Колодкин (12 марта 1776 — 16 (28) мая 1851, Санкт-Петербург) — русский картограф. Генерал-майор.

## Биография
В 1797 был выпущен из штурманской роты в подштурманы, в 1798 и 1800 плавал у берегов Англии и находился в крейсерстве у голландских берегов. В 1802—1808 под начальством Сарычева производил опись берегов Финского залива. Его работы изданы в 1812 в виде атласа, который служил руководством для плавания по Финскому заливу до 1840-х. В 1808. Колодкину было поручено произвести опись Каспийского моря. В 1818 был назначен помощником, а в 1819 — начальником чертёжной Гидрографического департамента. Умер в чине генерал-майора в 1851.
В честь А. Е. Колодкина названа река (река Колодкина: Карское море, архипелаг Новая Земля; река нанесена на карту П. К. Пахтусовым в 1833 году, им же было присвоено название).